# Philippe Goitschel
Pour les articles homonymes, voir Goitschel.
Philippe Goitschel, né le 13 janvier 1962 à Lens, est un skieur français spécialisé dans le ski de vitesse.
Il est le neveu des championnes olympiques Marielle et Christine Goitschel.

## Palmarès

### Jeux olympiques
- Jeux olympiques de 1992 à Albertville (France) :
  -  Médaille d'argent (sport de démonstration).

### Autres
- Champion du monde : 1995, 1999, 2000 et 2002.
- Vainqueur de la Coupe du monde : 1989, 1992, 1993 et 2000.
- Champion de France : 1988, 1989, 1999, 2001 et 2002.
- Détenteur du record du monde entre 1993 et 1995 (233,615 km/h) puis entre 2002 et 2006 (250,700 km/h).
- Vainqueur à Vars en 1992.